# Гаврилофф, Сашко
Сашко Гаврилофф (нем.  Saschko Gawriloff, 20 октября 1929, Лейпциг) — немецкий скрипач и музыкальный педагог болгарского происхождения.

## Биография
Первые уроки музыки получил от отца, педагога и скрипача Лейпцигского оркестра Гевандхауса Йордана Гаврилова, болгарина по происхождению. Позднее учился у Вальтера Дависсона и Мартина Ковача (ученика Давида Ойстраха). Получил вторую премию на Международном конкурсе имени Паганини в Генуе (1959).

## Музыкальная карьера
Как солист выступал с такими дирижёрами, как Георг Шолти, Кристоф фон Донаньи, Михаэль Гилен, Пьер Булез, Элиаху Инбал, Эса-Пекка Салонен, Петер Этвёш, Гари Бертини, Маркус Штенц и др.
Служил концертмейстером Дрезденского филармонического оркестра, Берлинского филармонического оркестра, Немецкого симфонического оркестра Берлина, Гамбургского симфонического оркестра, Берлинской оперы.
В 1992 вместе с Ensemble Modern с большим успехом исполнил скрипичный концерт Лигети, посвященный ему автором (финальная каденция сочинения принадлежит самому Гаврилоффу — см.:  Архивная копия от 5 июня 2011 на Wayback Machine). В последующие 10 лет музыкант сыграл его с различными оркестрами более 70 раз. Также ему посвящали сочинения Бруно Мадерна и Альфред Шнитке.

## Педагогическая деятельность
Преподавал в Нюрнберге, Детмольде, Эссене, с 1982 по 1996 был профессором Кёльнской высшей школы музыки. Среди его учеников — Ахим Фидлер, Мария Азова и др.